# 노연창
노연창(盧延昌, ? ~ 911년)은 오대십국 시대 초기 건주의 통치자였다. 910년에 25년 동안 건주를 통치했던 아버지 노광조가 사망하면서 그로부터 그의 지위를 상속하였으나, 정작 그 자신은 911년에 그의 장수 여구에 의해 암살당하면서 그 지위가 계승되기 이전까지의 짧은 기간밖에 통치하지 못하였다.

## 생애

### 출신 배경 및 초기 경력
노연창이 언제, 어디서 태어났는지는 알려져 있지 않다. 단, 그의 아버지 노광조가 남강 출신이었다는 것이 알려져 있다. 895년, 당시 농민 반란군 수령이었던 노광조는 건주를 점거하고 자사를 자칭하였다.
902년, 노광조는 소주를 정복하였다. 그는 노연창을 자사로 임명하여 그곳을 통치하게 하였다. 그 후, 노광조가 조주 공략전에서 청해군(淸海軍, 본부는 오늘날의 광동성 광주시에 있었다)절도사 유은에게 격파되자, 유은은 소주를 공격하였으나 노광조의 장수 담전파의 매복에 걸려 패배하면서 노광조가 소주를 보유하는 것을 허락하고 말았다.

### 건주의 통치자로서
노연창은 노광조가 사망하는 910년까지 소주자사로 있었다. 노광조는 임종에 앞서 당초 그의 지위를 담전파에게 물려주고자 하였으나, 담전파는 이를 사양하였다. 그 후, 노연창이 아버지의 장례를 치르기 위해 건주에 도착하자, 담전파는 그가 노광조의 지위를 상속하는 것을 지지하였고, 이후 그의 휘하에서 출사를 계속하였다. 이후 노연창은 건주에 남게 되었고, 그의 지위는 후량 태조 주전충과 오왕 양융연에 의해 승인받았다. 후량과 오나라는 서로 적대 관계에 있었던 나라였으나, 두 나라의 군주들은 표면상으로는 노광조를 복종시켰었다. 오왕 양융연은 노연창에게 건주자사의 직함을 제수하였고, 그는 이를 받아들였다. 그러나 그는 후량의 제후왕이었던 초왕 마은을 통해 은밀히 표문을 후량 조정에 올렸다. 표문의 내용은 다음과 같았다.
| “ | 저는 회남(오나라의 전신. 이는 오나라의 주 영토가 이전에 당나라의 회남도에 속해 있었기 때문이었다)으로부터 관직을 받았으나, 단지 그들이 저를 도모하려는 것을 저지하려고 했을 뿐입니다. 저는 제국을 위해 반드시 강서 땅을 점거할 것입니다. | ” |

그 후, 후량 태조 주전충은 노연창을 진남군(鎭南軍, 본부는 지금의 강서성 남창시에 있었다. 당시, 이 번진은 오나라의 영토에 속해 있었다)유후(留後)로 임명하였다. 이때, 노연창은 그의 장수 요상(廖爽)을 소주자사로 임명하여 자신의 이전 직책을 상속하게 하였다.
그런데 노연창은 막상 건주를 점거하고 난 이후부터는 그의 시간을 놀이와 사냥에 할애하였다고 전해진다. 결국 그 이듬해인 911년에 그의 장수인 백승군지휘사(百勝軍指揮使) 여구가 그를 죽이고 그 지위를 탈취하였다.

## 참고 자료
- 《자치통감》, 제256권・제263권・제267권・제268권

| 전임 진남군유후 노광조 | 건주의 통치자 910년 ~ 911년 | 후임 건주방어사 여구 |